# Переа, Брайан
Брайан Андерс Переа Варгас (исп. Brayan Andrés Perea Vargas; род. 25 февраля 1993, Кали, Колумбия) — колумбийский футболист, нападающий клуба «Ботев (Враца)».

## Клубная карьера
Переа — воспитанник клуба «Депортиво Кали». 10 сентября 2011 года в матче против «Бояка Чико» он дебютировал в колумбийской Примере. 29 апреля 2012 года в поединке против «Энвигадо» он забил свой первый гол за клуб. После молодёжного Кубка Америки Брайан подписал соглашение с итальянским «Лацио», которое вступило в силу летом 2013 года. Сумма трансфера составила 2,5 млн евро. 25 сентября в матче против «Катаньи» он дебютировал в итальянской Серии A. 20 октября в поединке против «Аталанты» Переа забил свой первый гол за «Лацио». В матчах Лиги Европы против польской «Легии» и болгарского «Лудогорца» он забил по голу.
Летом 2014 года Брайан для получения игровой практики на правах аренды перешёл в «Перуджу». 27 сентября в матче против «Брешии» он дебютировал в итальянской Серии B. 18 октября в поединке против «Виртус Ланчано» Переа забил свой первый гол за «Перуджу». По окончании аренды он вернулся в «Лацио».
Летом 2015 года Переа вновь был отдан в аренду, его новым клубом стал французский «Труа». 23 августа в матче против «Марселя» он дебютировал в Лиге 1. 28 октября в поединке Кубка французской лиги против «Лилля» Брайан забил свой первый гол за «Труа». Летом 2016 года Переа на правах аренды присоединился в испанскому «Луго». 17 сентября в матче против «Эльче» он дебютировал в Сегунде.

## Международная карьера
В начале 2013 года в составе молодёжной сборной Колумбии Переа стал победителем молодёжного чемпионата Южной Америки в Аргентине. На турнире он сыграл в матчах против команд Эквадора, Аргентины, Перу и дважды Парагвая и Чили. В поединке против аргентинцев Брайан забил гол.
Летом того же года Переа принял участие в молодёжном чемпионате мира в Турции. На турнире он сыграл в матчах против команд Австралии, Турции, Сальвадора и Северной Кореи.

## Достижения
Международные
 Колумбия (до 20)
- Чемпионат Южной Америки по футболу среди молодёжных команд — 2013